# Michal Svrcek
Michal Svrcek (né le 26 janvier 2007 à Žilina en Slovaquie) est un joueur professionnel slovaque de hockey sur glace. Il évolue à la position d'ailier gauche.

## Statistiques
| Saison    | Équipe        | Ligue     |    | Saison régulière | Saison régulière | Saison régulière | Saison régulière | Saison régulière |   | Séries éliminatoires | Séries éliminatoires | Séries éliminatoires | Séries éliminatoires | Séries éliminatoires |
| Saison    | Équipe        | Ligue     | PJ | B                | A                | Pts              | Pun              | PJ               | B | A                    | Pts                  | Pun                  |                      |                      |
| 2023-2024 | Brynäs IF U20 | SuperElit | 22 | 5                | 7                | 12               | 12               | -                | - | -                    | -                    | -                    |                      |                      |
| 2024-2025 | Brynäs IF U20 | SuperElit | 30 | 14               | 16               | 30               | 10               | 3                | 2 | 2                    | 4                    | 0                    |                      |                      |
| 2024-2025 | Brynäs IF     | SHL       | 17 | 1                | 2                | 3                | 2                | 10               | 0 | 2                    | 2                    | 0                    |                      |                      |